# Macroplea pubipennis
Macroplea pubipennis ist ein seltener wasserlebender Käfer aus der Familie der Blattkäfer (Chrysomelidae).
Der stumpfgelbe Käfer misst rund sechs bis sieben Millimeter und besitzt lange Antennen. Von Macroplea mutica, mit dem er sich sein Habitat teilt, unterscheidet er sich nur durch die Form der Deckflügelspitzen und der männlichen Genitalien. Wie alle Macropleae lebt er auch als Imago unter Wasser, zumeist in einer Wassertiefe von 25 bis 50 Zentimetern in schilfbestandenem Brackwasser, und ernährt sich von Wasserpflanzen wie Laichkraut (Potamogeton) und Tausendblatt (Myriophyllum).  
Macroplea pubipennis ist bislang nur an der Ostseeküste Finnlands nachgewiesen, wo zwei Populationen bekannt sind, eine in der Bucht Espoonlahti vor der Großstadt Espoo und eine im Schärenmeer vor Paimio, Einzelfunde wurden entlang der Küste des Bottnischen Meerbusens bis hin nach Oulu im Norden gemacht. Weitere Funde werden aus dem westchinesischen Turkestan gemeldet, wobei unklar ist, ob diese Individuen nicht vielmehr der Art M. piligera zuzuordnen sind. In Finnland gilt die Art als bedroht und ist geschützt. 